# Comic BomBom
Comic BomBom (jap. コミックボンボン, Komikku Bonbon) war ein japanisches Manga-Magazin, das sich an Kinder richtete und daher zur Kodomo-Kategorie gezählt wird. Es erschien ab 1981 monatlich bei Kōdansha und war lange Zeit der Hauptkonkurrent des an die gleiche Zielgruppe gerichteten CoroCoro Comic.
Das Magazin enthielt oft Serien aus dem Gundam-Franchise sowie auch andere Mangas mit Bezug zu Spielzeug- und Computerspielereihen. 1991 verkaufte Comic BomBom 750.000 Exemplare. Bis 2006 fiel diese Zahl auf 98.000 und zur Einstellung wegen mangelnden Absatzes im Dezember 2007 waren es 50.000. Als Nachfolger wurde im April 2008 Monthly Shōnen Rival gestartet, einige der Serien aus Comic BomBom wurden in den Magazinen Magazine Special und Terebi Magazine fortgesetzt.
Zum 21. Juli 2017 wurde die Marke als Online-Manga-Magazin der Plattform Pixiv wiederbelebt sowie der YouTube-Kanal Bombom TV eingerichtet.

## Serien (Auswahl)
- Akuma-kun von Shigeru Mizuki
- Chō Seimeitai Transformer: Beast Wars Second von Shoji Imaki
- Cyborg Kuro-chan von Naoki Yokōchi
- Gundam Wing von Koichi Tokita
- Idaten Jump von Toshihiro Fujiwara
- Kidō Senshi Gundam Seed Destiny von Masatsugu Iwase
- Kidō Senshi Zēta Gundam von Kazuhisa Kondo
- King of Bandit Jing von Yuichi Kumakura
- Medarot von Horumarin
- Monster Soul von Hiro Mashima
- Osomatsu-kun von Fujio Akatsuka
- Plamo-Kyōshirō von Hisashi Yasui und Koichi Yamato
- Sōkō Kihei Votoms von Minoru Nonaka
- Street Fighter II V von Yasushi Baba